# Jan Wictor
Jan Wictor var en pseudonym för författarduon Torgny Greitz och Lars Gyllensten. 
Pseudonymen användes som författarnamn till diktsamlingen Camera obscura (1946), i vilken Greitz och Gyllensten (båda då medicinstuderande vid Karolinska institutet) parodierar samtida modernistisk lyrik, särskilt de svenska 40-talisterna.